# 针齿马先蒿
针齿马先蒿（学名：Pedicularis subulatidens）是列当科马先蒿属的植物，是中国的特有植物。分布在中国大陆的西藏等地，生长于海拔4,100米至4,700米的地区，目前尚未由人工引种栽培。